# Освящение храма
Освящение храма, в исторических церквях — обряд освящения здания (помещения), являющийся необходимым условием возможности проведения в нём богослужения — Божественной литургии. Правила освящения восходят к V веку, когда они были рассмотрены и утверждены на IV (Халкидонском) Вселенском Соборе, признаваемом как православной, так и католической церковью.
Обряд освящения храма по христианскому канону также носит название обновление храма — «потому что чрез освящение храм из обыкновенного здания делается святым, а потому совершенно иным, новым». Это понятие относится как ко вновь построенным (созданным), так и к отремонтированным и иным образом переделанным местам, которые ранее уже освящались для проведения литургий. Так, обновление в частном смысле повторного освящения может потребоваться после того, как при ремонте храма был вынужденно затронут престол, либо если церковь была каким-то образом осквернена (в том числе насилием, например, убийством).

## Чин великого освящения храма вПравославии
Порядок совершения церковного обряда освящения храма находится в Чиновнике архиерейского священнослужения. Если храм выстроен заново, освящению храма предшествуют:
- «Чин на основание храма» после заложения основания (фундамента)
- «Чин на поставление креста» перед установкой креста на кровле
- «Чин благословения колокола» перед подвеской колокола на колокольне

### Чин освящения храма архиереем

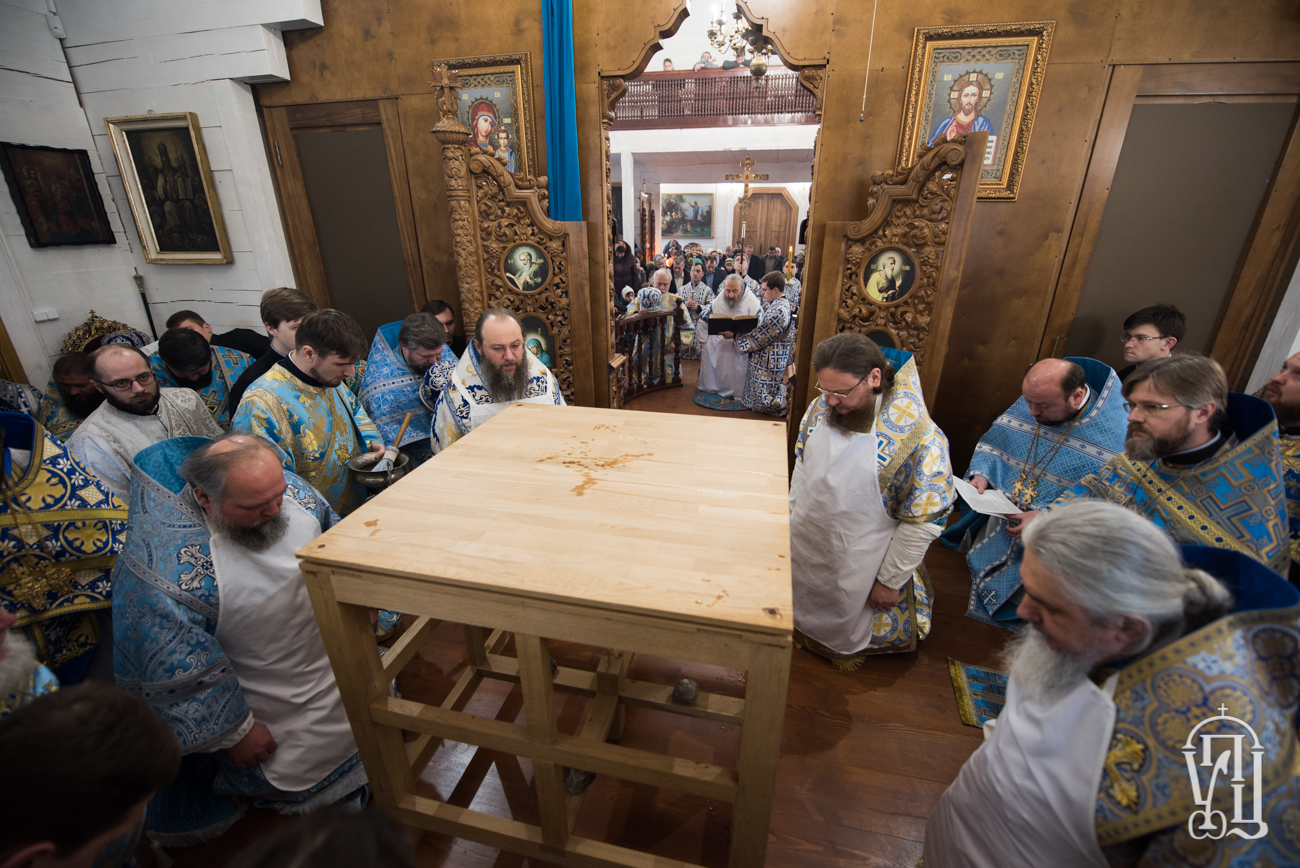
Освящение храма Великомученика Димитрия Солунского в Жулянах

По 4-му Правилу IV Вселенского Собора, освящение храма должен совершать архиерей. Если же архиерей не может сам освятить храм, то он посылает освящённый им антиминс, который священник возлагает во время освящения храма, на установленный и освящённый им престол. 
Освящение храма архиерейское и иерейское называется великим. Различают следующие чины великого освящения храма:
- Храм освящает сам архиерей — при этом он освящает и антиминс. Чин изложен в особой книжке и в Дополнительном Требнике (или в Требнике в 2-х частях, часть 2-я): «Чин освящения храма от архиерея творимаго».
- Архиерей освящает только антиминс. «Возследование, како освящати антиминсы архиерею» — находится в «Чиновнике архиерейскаго священнослужения», а также в упомянутом «Чине освящения храма от архиерея творимаго».
- Храм освящает священник, получивший от архиерея освященный антиминс для положения в храме. Чин богослужения находится в Большом Требнике, гл. 109: «Последование како освященный антиминс положити в новозданном храме, данный от архиерея архимандриту или игумену, или протопресвитеру, или пресвитеру, избранному на сие и искусну»[4].

### Приготовления к освящению храма
Молитвы и обряды освящения храма возводят наши взоры от храмов рукотворенных к храмам нерукотворенным, членам духовного тела Церкви, каковыми являются все верные христиане (2 Кор. 6, 16). Поэтому при освящении храма делается подобное тому, что делается для освящения каждого человека в таинствах крещения и миропомазания.
Накануне в обновляемом храме служится малая вечерня и всенощное бдение. 
Чин освящения храма включает:
- устройство престола в знак вселения Бога в храм;
- омовение и миропомазание его в знак излияния благодати Божией;
- облачение престола и жертвенника (возлагаются две одежды, соответствующие духовному значению престола как гроба Господня и Престола Царя Небесного);
- освящение стен храма. Каждение всего храма изображает славу Божию, a помазание стен миром знаменует освящение храма;
- перенесение из соседнего храма и положение под престолом (только если обновление проводит архиерей) и в антиминс мощей  означает, что благодать освящения переходит и преподаётся через первые храмы.

При освящении церкви освящаются также и все её принадлежности, в том числе иконостас и другие иконы.
Во вновь освящённом храме литургия совершается семь дней подряд. История чина обновления восходит к дохристианским временам и ежегодному семидневному празднику обновления в Иерусалимском храме.

## Малое освящение храма
Чин малого освящения храма совершается, если внутри алтаря был проведён ремонт, но престол не был повреждён или сдвинут с места. В этом случае престол, алтарь и весь храм окропляются святой водой. 
Малое освящение храма используется также, когда престол был осквернён прикосновением неосвящённых рук, или когда храм был осквернён, была пролита в церкви человеческая кровь или кто-либо умер в ней насильственной смертью. В этом случае читаются специальные молитвы «на отверзение церкви».